# Giulio Calì
Giulio Calì (eigentlich Giulio Ferrantini; * 26. März 1895 in Rom; † 20. Januar 1967 ebenda) war ein italienischer Schauspieler.

## Leben
Calì hatte seine Lehrjahre beim römischen Dialekttheater und beim Avanspettacolo, wo er mit Herzblut und Engagement lebenslang das spielte, was er war: der römische Hauptstadtbewohner, kommunikativ, lebendig, gesprächig und gestenreich. Beim Film debütierte er 1927 in Umberto Paradisis Un balilla del '48 und trug auch nach dem Zweiten Weltkrieg seine meist ungenannten Rollen als Träger, Schreiber, Platzanweiser, Notare, Rechtsanwaltsgehilfen, Korporale, Barbesucher oder -besitzer in zahlreiche Filme unterschiedlichster Genres und Qualität. Dank Alberto Lattuada konnte Calì einige Male der Anonymität entkommen; der Mailänder Regisseur setzte ihn in seinen Arbeiten Die Mühle am Po (1949) und Der Mantel in substanzielleren Rollen ein. Weitere bekannte Spielleiter, unter denen Calì arbeitete, waren Steno, Mario Monicelli, Alessandro Blasetti, Mario Mattòli, Luigi Zampa und Luigi Comencini.

## Filmografie (Auswahl)
- 1927: Un balilla del '48
- 1941: Reifende Mädchen (Ore 9 lezione di chimica)
- 1949: Die Mühle am Po (Il mulino del Po)
- 1952: Der Mantel (Il cappotto)
- 1954: Ein Amerikaner in Rom (Un americano a Roma)
- 1954: Das ewige Lied der Liebe (Nel gorgo del peccato)
- 1955: Ein Held unserer Tage (Un eroe dei nostri tempi)
- 1956: Neros tolle Nächte (Mio figlio Nerone)
- 1960: Es war Nacht in Rom (Era notte a Roma)
- 1964: Helle Stimmen (Le voci bianche)